# Dél-Korea zászlaja
A Thegukki (hangul: 태극기, handzsa: 太極旗, RR: Taegeukgi) Dél-Korea zászlajának koreai elnevezése. Eredete az ősi jin-jang szimbólum. A kör a zászló közepén két egyenlő részre oszlik: a felső piros rész a pozitív kozmikus erőt, a jangot, az alsó kék rész pedig a negatív kozmikus erőt, a jint jelképezi. A kört minden sarokból egy-egy trigram veszi körbe. A négy trigram egyenként a négy őselemet: a levegőt, a földet, a tüzet, és a vizet szimbolizálja.

## Trigramok
| Trigram | Koreai neve          | Természet                   | Évszakok                       | Égtájak                      | Négy erény                        | Család                      | Négy elem                 | Jelentései                                                    |
| ------- | -------------------- | --------------------------- | ------------------------------ | ---------------------------- | --------------------------------- | --------------------------- | ------------------------- | ------------------------------------------------------------- |
|         | kon (geon) (건 / 乾) | ég (cshon (cheon), 천 / 天) | tavasz (cshun (chun), 춘 / 春) | kelet (tong (dong), 동 / 東) | emberiség (in, 인 / 仁)           | apa (pu (bu), 부 / 父)      | fém (kum (geum), 금 / 金) | igazságszolgáltatás (csongi (jeongui), 정의 / 正義)           |
|         | ri (리 / 離)         | nap (il, 일 / 日)           | ősz (cshu (chu), 추 / 秋)      | dél (nam, 남 / 南)           | udvariasság (je (ye), 예 / 禮)    | fiú (csa (ja), 자 / 子)     | tűz (hva (hwa), 화 / 火)  | bölcsesség (csihje (jihye), 지혜 / 智慧)                      |
|         | kam (gam) (감 / 坎)  | hold (vol (wol), 월 / 月)   | tél (tong (dong), 동 / 冬)     | észak (puk (buk), 북 / 北)   | intelligencia (csi (ji), 지 / 智) | leány (njo (nyeo), 녀 / 女) | víz (szu (su), 수 / 水)   | vitalitás (szengmjongnjok (saengmyeongnyok), 생명력 / 生命力) |
|         | kon (gon) (곤 / 坤)  | föld (csi (ji), 지 / 地)    | nyár (ha, 하 / 夏)             | nyugat (szo (seo), 서 / 西)  | igazság (i (ui), 의 / 義)         | anya (mo, 모 / 母)          | föld (tho (to), 토 / 土)  | termékenység (phungjo (pungyo), 풍요 / 豊饒)                  |

A zászló 1945 és 1948 között
A zászló 1948 és 1949 között
A zászló 1949 és 1984 között
A zászló 1984 és 1997 között
A zászló 1997 és 2011 között
A zászló 2011 óta